# James Henthorn
James Henthorn (ur. 20 lutego 1977) – brytyjski lekkoatleta, specjalizujący się w biegach sprinterskich. 
Medalista Mistrzostw Europy Juniorów (1995), Uniwersjady (1997) oraz Młodzieżowych Mistrzostw Europy (1997, 1999). Mistrz Wielkiej Brytanii juniorów w biegu na 100 metrów.

## Osiągnięcia
- Mistrzostwa Europy Juniorów, Nyíregyháza 1995
  - złoty medal – sztafeta 4 × 100 m
  - srebrny medal – bieg na 100 m
- Letnia Uniwersjada, Katania 1997
  - brązowy medal – sztafeta 4 × 100 m
- Młodzieżowe Mistrzostwa Europy, Turku 1997
  - złoty medal – sztafeta 4 × 100 m
- Młodzieżowe Mistrzostwa Europy, Göteborg 1999
  - złoty medal – sztafeta 4 × 100 m
- Mistrzostwa Wielkiej Brytanii juniorów[1]
  - złoty medal – bieg na 100 m (1995)

## Rekordy życiowe
- bieg na 60 metrów
  - hala – 6,71 (2000)
- bieg na 100 metrów
  - stadion – 10,39 (1999)
- bieg na 200 metrów
  - stadion – 20,93 (1999)
  - hala – 20,99 (1998)